# Херберг, Даниэль
Даниэ́ль Хе́рберг (нем. Daniel Herberg; род. 7 марта 1974, Оберстдорф, Бавария) — немецкий кёрлингист, тренер по кёрлингу.
В составе мужской сборной Германии участник зимних Олимпийских игр 2002 и 2010 годов (оба раза заняли шестое место); участник восьми чемпионатов мира (серебряные призёры в 2004), тринадцати чемпионатов Европы (чемпионы в 2002 и 2004. Чемпион Германии среди мужчин. В составе юниорской мужской сборной Германии участник четырёх чемпионатов мира (дважды серебряные и однажды бронзовые призёры).
Играл в основном на позициях третьего и второго, несколько сезонов был скипом команды.

## Достижения
- Чемпионат мира по кёрлингу среди мужчин: серебро (2004).
- Чемпионат Европы по кёрлингу: золото (2002, 2004).
- Чемпионат Германии по кёрлингу среди мужчин: золото (1993, 2002, 2004), серебро (1997, 1998, 1999, 2000, 2013), бронза (2003).
- Чемпионат мира по кёрлингу среди юниоров: серебро (1994, 1995), бронза (1993).
- Чемпионат Германии по кёрлингу среди смешанных команд: серебро (1990).

- Приз за спортивное мастерство на чемпионате мира среди юниоров (англ. WJCC Sportsmanship Award, Men)[3]: 1994.

## Команды
| Сезон   | Четвёртый        | Третий            | Второй            | Первый            | Запасной           | Тренер                   | Турниры                              |
| ------- | ---------------- | ----------------- | ----------------- | ----------------- | ------------------ | ------------------------ | ------------------------------------ |
| 1991—92 | Маркус Херберг   | Штефан Кнолль     | Даниэль Херберг   | Мартин Байзер     | Маркус Мессенцель  |                          | ЧМЮ 1992 (7 место)                   |
| 1992—93 | Маркус Херберг   | Даниэль Херберг   | Штефан Кнолль     | Маркус Мессенцель | Oliver Trevisiol   |                          | ЧМЮ 1993                             |
| 1992—93 | Вольфганг Бурба  | Бернхард Майр     | Маркус Херберг    | Даниэль Херберг   |                    |                          | ЧГМ 1993                             |
| 1992—93 | Вольфганг Бурба  | Бернхард Майр     | Маркус Херберг    | Мартин Байзер     | Даниэль Херберг    |                          | ЧМ 1993 (9 место)                    |
| 1993—94 | Даниэль Херберг  | Штефан Кнолль     | Oliver Trevisiol  | Markus Rohrmoser  | Hans-Peter Kiess   |                          | ЧМЮ 1994                             |
| 1994—95 | Даниэль Херберг  | Себастьян Шток    | Stephan Wiedemann | Патрик Хоффман    | Себастьян Линкеман |                          | ЧМЮ 1995                             |
| 1996—97 | Даниэль Херберг  | Бьорн Шрёдер      | Штефан Кнолль     | Патрик Хоффман    | Маркус Мессенцель  | Кит Вендорф              | ЧЕ 1996 (4 место)                    |
| 1998—99 | Даниэль Херберг  | Себастьян Шток    | Штефан Кнолль     | Патрик Хоффман    | Маркус Мессенцель  | Кит Вендорф              | ЧЕ 1998 (6 место)                    |
| 1999—00 | Даниэль Херберг  | Себастьян Шток    | Штефан Кнолль     | Патрик Хоффман    | Маркус Мессенцель  | Кит Вендорф              | ЧЕ 1999 (9 место)                    |
| 2001—02 | Себастьян Шток   | Даниэль Херберг   | Штефан Кнолль     | Маркус Мессенцель | Патрик Хоффман     | Кит Вендорф              | ЧЕ 2001 (8 место) ЗОИ 2002 (6 место) |
| 2002—03 | Себастьян Шток   | Даниэль Херберг   | Штефан Кнолль     | Маркус Мессенцель | Патрик Хоффман     | Ули Сутор                | ЧЕ 2002                              |
| 2003—04 | Себастьян Шток   | Даниэль Херберг   | Маркус Мессенцель | Патрик Хоффман    | Штефан Кнолль      | Ули Сутор                | ЧЕ 2003 (6 место)                    |
| 2003—04 | Себастьян Шток   | Даниэль Херберг   | Штефан Кнолль     | Маркус Мессенцель | Патрик Хоффман     | Ули Сутор                | ЧМ 2004                              |
| 2004—05 | Себастьян Шток   | Даниэль Херберг   | Штефан Кнолль     | Маркус Мессенцель | Патрик Хоффман     | Маркус Херберг           | ЧЕ 2004                              |
| 2005—06 | Себастьян Шток   | Даниэль Херберг   | Маркус Мессенцель | Патрик Хоффман    | Бернхард Майр      | Дик Хендерсон            | ЧМ 2006 (10 место)                   |
| 2006—07 | Себастьян Шток   | Даниэль Херберг   | Маркус Мессенцель | Патрик Хоффман    | Бернхард Майр      |                          | ЧЕ 2006 (4 место)                    |
| 2007—08 | Себастьян Шток   | Даниэль Херберг   | Маркус Мессенцель | Патрик Хоффман    | Бернхард Майр      |                          |                                      |
| 2008—09 | Себастьян Шток   | Даниэль Херберг   | Маркус Мессенцель | Патрик Хоффман    |                    |                          |                                      |
| 2008—09 | Анди Капп        | Андреас Ланг      | Хольгер Хёне      | Андреас Кемпф     | Даниэль Херберг    | Оливер Аксник            | ЧМ 2009 (6 место)                    |
| 2009—10 | Анди Капп        | Андреас Ланг      | Хольгер Хёне      | Андреас Кемпф     | Даниэль Херберг    | Оливер Аксник            | ЗОИ 2010 (6 место) ЧМ 2010 (7 место) |
| 2010—11 | Анди Капп        | Даниэль Херберг   | Хольгер Хёне      | Маркус Мессенцель | Андреас Кемпф      | Мартин Байзер            | ЧЕ 2010 (4 место)                    |
| 2010—11 | Анди Капп        | Андреас Ланг      | Даниэль Херберг   | Маркус Мессенцель | Хольгер Хёне       | Мартин Байзер            | ЧМ 2011 (6 место)                    |
| 2011—12 | Андреас Ланг     | Даниэль Херберг   | Маркус Мессенцель | Даниэль Нойнер    | Андреас Кемпф      |                          |                                      |
| 2012—13 | Андреас Ланг     | Даниэль Херберг   | Маркус Мессенцель | Даниэль Нойнер    | Андреас Кемпф      | Анди Капп, Мартин Байзер | ЧЕ 2012 (9 место)                    |
| 2012—13 | Даниэль Херберг  | Маркус Мессенцель | Даниэль Нойнер    | Андреас Кемпф     |                    |                          | ЧГМ 2013                             |
| 2013—14 | Даниэль Херберг  | Бернхард Майр     | Маркус Мессенцель | Stefan Wiedmann   |                    |                          |                                      |
| 2014—15 | Анди Капп        | Даниэль Херберг   | Маркус Мессенцель | Хольгер Хёне      |                    |                          |                                      |
| 2015—16 | Александр Бауман | Мануэль Вальтер   | Марк Мускатевиц   | Себастьян Швейцер | Даниэль Херберг    | Катя Швейцер             | ЧЕ 2015 (6 место)                    |
| 2016—17 | Александр Бауман | Мануэль Вальтер   | Даниэль Херберг   | Андреас Капп      | Райан Шеррард      | Мартин Байзер            | ЧЕ 2016 (5 место)                    |
| 2016—17 | Александр Бауман | Мануэль Вальтер   | Даниэль Херберг   | Райан Шеррард     | Себастьян Швейцер  | Томас Липс               | ЧМ 2017 (10 место)                   |
| 2017—18 | Александр Бауман | Мануэль Вальтер   | Даниэль Херберг   | Райан Шеррард     | Себастьян Швейцер  | Мартин Байзер            | ЧЕ 2017 (5 место) ЧМ 2018 (13 место) |

(скипы выделены полужирным шрифтом)

## Результаты как тренера национальных сборных
| Год  | Турнир                                                             | Сборная                   | Место |
| ---- | ------------------------------------------------------------------ | ------------------------- | ----- |
| 2021 | Кёрлинг на зимних Олимпийских играх 2022 (квалификационный турнир) | Германия (смешанная пара) | 7     |
| 2022 | Чемпионат Европы по кёрлингу 2022                                  | Германия (мужчины)        | 8     |
| 2022 | Чемпионат Европы по кёрлингу 2022                                  | Германия (женщины)        | 7     |